# Leptonema bilobatum
Leptonema bilobatum là một loài Trichoptera trong họ Hydropsychidae. Chúng phân bố ở vùng Tân nhiệt đới.